# Zemfira
Zemfira Talgatovna Ramazanova (în rusă Земфира Талгатовна Рамазанова, în tătară Земфира Тәлгать кызы Рамазанова, Zemfira Tälğät qızı Ramazanova; n. 26 august 1976, Ufa, RSFS Rusă, URSS), cunoscută profesional ca Zemfira, este o cântăreață, compozitoare și muziciană rusă de muzică rock. Este considerată o figură emblematică a rock-ului rusesc. Până în prezent, a acumulat vânzări de peste 3 milioane de înregistrări.

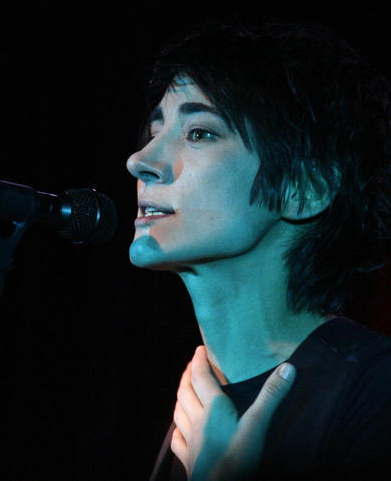
Zemfira în 2008

În noiembrie 2010, primele sale două albume au fost incluse de revista Afișa (Афиша) în lista „50 cele mai bune albume rusești din toate timpurile. Alegerea muzicienilor tineri.”: albumul său eponim de debut a fost clasat pe poziția a cincea, iar al doilea său album, „PMML” («ПММЛ / Прости меня моя любовь») – pe locul 43. Lista a fost elaborată în baza opiniei câtorva zeci de muzicieni și formații tinere din Rusia.
Albumele sale „PMML” (ПММЛ) și Vendetta (Вендетта), au fost cele mai bine vândute albume ale anilor 2001 și 2006, respectiv.
În 2012, 2013 și 2014, Zemfira a fost inclusă în topul „100 cele mai influente femei din Rusia”, elaborat de postul de radio Ecoul Moscovei, agențiile de presă RIA Novosti, Interfax și revista «Ogoniok».
În iulie 2015, Zemfira a fluturat drapelul Ucrainei la un concert din capitala Georgiei, Tbilisi, atrăgând asupra sa critica mass-mediei ruse.

## Viața personală
Zemfira este de etnie tătară. Este atee.
Tatăl său, Talgat Ramazanov (Талгат Талхоевич Рамазанов; 3 aprilie 1932 — 10 mai 2009) a fost profesor de istorie. Mama — Florida Ramazanova (Флорида Хакиевна Рамазанова; 1947—2015) a fost medic-specialist în gimnastică medicală.
A avut un frate mai mare, Ramil Ramazanov, care a murit pe 13 iunie 2010, într-un incident nefericit în timpul unei partide de vânătoare subacvatică.

## Discografie

### Albume
- Zemfira (Земфира) (1999)
- Iartă-mă, iubire sau „PMML” (ПММЛ / Прости меня моя любовь) (2000)
- 14 săptămâni de liniște (14 недель тишины / Четырнадцать недель тишины) (2002)
- Vendetta (Вендетта) (2005)
- Zemfira.Live (2006)
- Mulțumesc (Спасибо) (2007)
- Z-Sides (2009)
- Zemfira.Live2 (2010)
- Să trăiesc în capul tău (Жить в твоей голове) (2013)

### Single-uri
- „Ninsoare / Zăpadă” (Снег (Sneg)) (1999)
- „La revedere” (До Свидания (Do svidania)) (2000)
- „Trafic” (Трафик (Trafik)) (2001)
- „10 băieți” (10 мальчиков (10 mal'cikov)) (2008)
- „Fără șanse” (Без шансов (Bez șansov)) (2011)
- „Banii” (Деньги (Den'ghi)) (2012)
- „Cafea-vin” (Кофевино (Kofevino)) (2013)

## Filmografie
- Zeița: Cum m-am îndrăgostit (Богиня: Как я полюбила) (2004)
- Teatrul verde din Zemfira  (Зелёный театр в Земфире) (2008)
- Moscova. Crocus/Strelka (Москва.Крокус/Стрелка) (2010)